# Antillophos roseatus
Antillophos roseatus is een soort in de klasse van de Gastropoda (Slakken).
Het dier komt uit het geslacht Antillophos en behoort tot de familie Buccinidae. Antillophos roseatus werd in 1844 beschreven door Hinds.